# アブドゥラ・アブドゥル・カディル

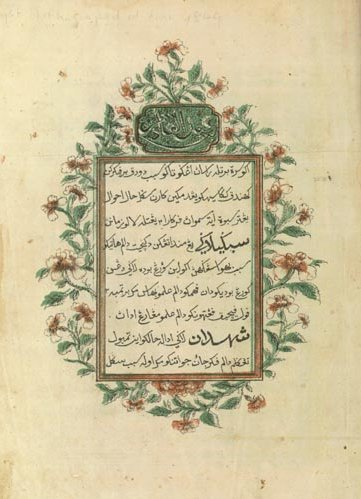
ムンシ・アブドゥラの自伝『ヒカヤット・アブドゥラ』の一部。文字は当時のジャウィ文字（マレー語）で1840年から3年間かけて上梓されたもの。この作品（リトグラフ）は貴重な第一版であり、シンガポールの国立図書館に保管されている。文字の周囲の装飾もムンシ本人が描いたと伝えれれている。1849年にシンガポールのMission Press から出版された。
電子ファイル利用許可番号：PD-SG-artisticwork, PD-SG-lifetimepub, PD-1923.

アブドゥラ・ビン・アブドゥル・アルカディル (1796–1854) (英語：Abdullah bin Abdul al Kadir、アラビア語： عبد الله بن عبد القادر 'Abd Allāh bin 'Abd al-Qādir), は別名ムンシ・アブドゥルラ（英語 ：Munshi Abdullah）はマレーシアの書記官・通訳士・教育者・作家。マレーシアのマラッカ出身で19世紀シンガポールの政府書記官（ムンシ（英語版）） として活躍した。英国植民地であったマレー半島の幾つかの州に君臨していたスルタンを頂点とする王族による政治制度や生活態度を正面から批判した人物として著名。晩年はオスマン帝国のジェッダ（現在のサウジアラビアの都市）で亡くなった。
ムンシ（英：munshi、ペルシャ語： منشی）とは主に19世紀から20世紀初頭にかけてインドを中心に使用された敬称で、知識人や教師、特に文書作成や教育に関わる専門家である。アジアの一部の地域においては教育者や書記官を意味する職名。
ムンシ・アブドゥルラの父はマレー諸島の植民地政府（主に英国とオランダ）の関係者が雇った通訳士・語学教師であった。彼は父の仕事を受け継ぎ、当時の名高い文科系マレー人文筆家であり、偉大な修辞法 の開発者として広く知られる存在となり、現代マレー文学の父とまで評価された人物である 。歴史研究家にとっては、植民地時代以前のマラヤ半島を現地マレー人の視点で伝えている意味で稀有な情報源である。

## 生涯の記録
ムンシ・アブドゥラはマラッカ市のカンポン・パリ（Kampung Pali、現在のカンポン・クテ、マレー語：Kampung Ketek）で、タミル系とイエメン系の両親のもとに生まれた。彼は五人兄弟の末っ子であり、兄たちは全員幼少期に亡くなった。彼自身もたびたび病気にかかり、母親は献身的に彼を看病していた。しかし、病弱な子どもは実の親以外の人々が育てるべきという当時のマレー社会の慣習のため、彼は様々な人々の手で育てられたという。この風習について彼自身は否定的であり、自伝『ヒカヤット・アブドゥラ』（マレー語：Hikayat Abdullah）の中にコメントを残している。
やがて彼は「ムンシ」としての道を歩み始め、当初はマラッカ駐屯地のインド兵にマレー語を教えたが、次第に米英の宣教師や商人たちにマレー語を教えるようになった。教師としての技量を評価されたムンシ・アブドゥラは海峡植民地政府の職員となり、ついにシンガポール創設者であるスタンフォード・ラッフルズ卿の書記官・写本係を務めることになった。1815年にはロンドン宣教協会のために福音書その他の文書の翻訳者となり、アメリカ宣教団にも協力している。
アブドゥラは1854年にメッカ巡礼を果たすためにシンガポールからアラビア半島に渡航した。しかし、彼はメッカに到着してまもなくコレラで死亡し、巡礼を果たす前に息を引き取った。死亡日は1854年5月8日から18日の間とされる。死去時の年齢は59歳だった。『アブドゥラのシンガポールからメッカへの航海記』（マレー語：Kisah pelayaran Abdullah dari Singapura sampai ke Mekah）は、あまり知られていない著作の一つで、メッカへの旅の体験が記録されている。彼の死の正確な日時と場所については議論があり、一部の学者は彼が1854年10月にジェッダで亡くなり、それはメッカに到達する前だったと主張している。

## 文学作品
アブドゥラの文筆活動が本格的に始まったのは、宣教師アルフレッド・ノースが、彼のマレー半島東海岸航海記を読んで感銘を受け、自伝を書くように勧めたことがきっかけだった。彼の代表的な作品には、自伝である『ヒカヤット・アブドゥラ』、政府の命でクランタンを訪れた記録『アブドゥラのクランタン航海記』（マレー語：Kisah Pelayaran Abdullah ke Kelantan）、そして1854年のメッカ巡礼を記した『アブドゥラのメッカ巡礼記』（マレー語：Kisah Pelayaran Abdullah ke Mekah）がある。これらの作品は後世の作家たちに影響を与え、古典マレー文学から近代マレー文学への移行期の先駆けと見なされている。
『ヒカヤット・アブドゥラ』はムンシ・アブドゥラの代表作である。1843年に完成し、1849年に初めて出版された。これはマレー文学における初期の商業出版物の一つである。この作品ではアブドゥラの著者名が明記され、内容は平易で当時のマレー語 の口語で書かれていた。幻想や伝説に満ちた従来の文語での古典マレー文学とは異なり、アブドゥラの作品は写実的だった。この書物は今なお初期マレー社会を知るうえで信頼のおける資料とされている。
少し誇張された面もあったが、ムンシ・アブドゥラによる世相の批評はきちんと根拠があった。彼は多くの人々から「最初のマラヤの新聞記者」と見なされており、それまで民間伝承や伝説に偏っていたマレー文学を、正確な歴史記述の領域へと導いたといわれている。

## 王政批判
アブドゥラは、独立前のマレーの政治制度である「クラジャアン（Kerajaan＝王政）」に対する熱心な批判者として知られていた。彼の著作『アブドゥラのクランタン航海記』には、マレーの統治者たちへの助言や、イギリスの統治制度とマレーの統治者との比較が含まれている。
アブドゥラは、クラジャアンの制度がマレー人ひとりひとりの社会的向上を妨げる有害な仕組みであると主張した。マレーのスルタンは、臣民に対する思いやりもなく、利己的で、人々を人間ではなく動物のように扱う存在であると見なされたのである。マレー社会における近代化の理念や向上心は、クラジャアンという古い体制に対する彼の鋭い批判から生まれたものである。クラジャアンのもとでは、マレー人は教育の機会を奪われていたため、簡単に抑圧され、与えられる不正義に疑問を投げかける力も、自らの生活を改善するための改革に乗り出す主体性も持てなかった。
彼の著作の中には、クラジャアン制度への批判が明確に表れている箇所がある。たとえば、マラッカでラッフルズ（英：Raffles）と会い、その後新たに建設されたシンガポールまで同行した際、アブドゥラは統治者の配下たちの振る舞いを目撃し、安全がまったく守られていない状況――白昼の強盗や押し込み強盗、刺傷事件、放火――を批判している。テメンゴン（英：Temenggong、中世〜近世マレー半島地区の州単位の治安維持担当官吏）の部下たちは武装してマラッカ出身の者たちと乱闘を繰り広げ、居留地のウィリアム・ファーカー（英：William Farquhar、1803年から1818年まで英国の植民地政府からマラッカ駐在官を任命されていた人物）の介入がなければ流血騒ぎはさらに悪化していたであろうと述べている. 。
またアブドゥラは、1837年にパハン州とトレンガヌ州を訪れた際、王族の子息たちたちの生活態度についても言及し、彼らが正しい教育を受けておらず、阿片中毒であり、賭博や闘鶏に耽っていると批判している。

## 民族的背景
アブドゥルラはハドラミー系アラブ（英：Hadhrami Arab）の商人の曾孫であり、インド系タミル人（英：Tamils）の血を引き、わずかにマレー系の祖先も持っていた。このような民族的・宗教的背景から、マレー人たちは彼を「ジャウィ・プラナカン」（マレー語：Jawi Peranakan）あるいは「ジャウィ・プカン」（マレー語： Jawi Pekan）と呼んでいた。
アブドゥラと同時代を生きたJ.T.トムソン（1838年〜1853年まで海峡植民地の公共事業を計画・指揮した英国技術者。英：J.T. Thomson）は、アブドゥラの人物像を次のように描写している――「その容貌は南インドのタミル人で、やや前かがみで痩せ型、活動的で、肌は青銅色、顔は卵形、鼻筋が通っており、片方の目はやや外を向いていた。服装はマラッカのタミル人によく見られるもので、アチェ風のズボン、格子柄のサロン、模様入りのバジュ（上着）、四角い頭蓋帽、そしてサンダルを身につけていた。彼はアラブ人特有の胆力（原文：vigour） と誇り（原文：pride）、ヒンドゥー系の粘り強さ（原文：perseverance）と繊細さ（原文：subtlety）を備え、言語と民族的な共感という部分だけがマレーであった」。

## ラッフルズ・ランディング

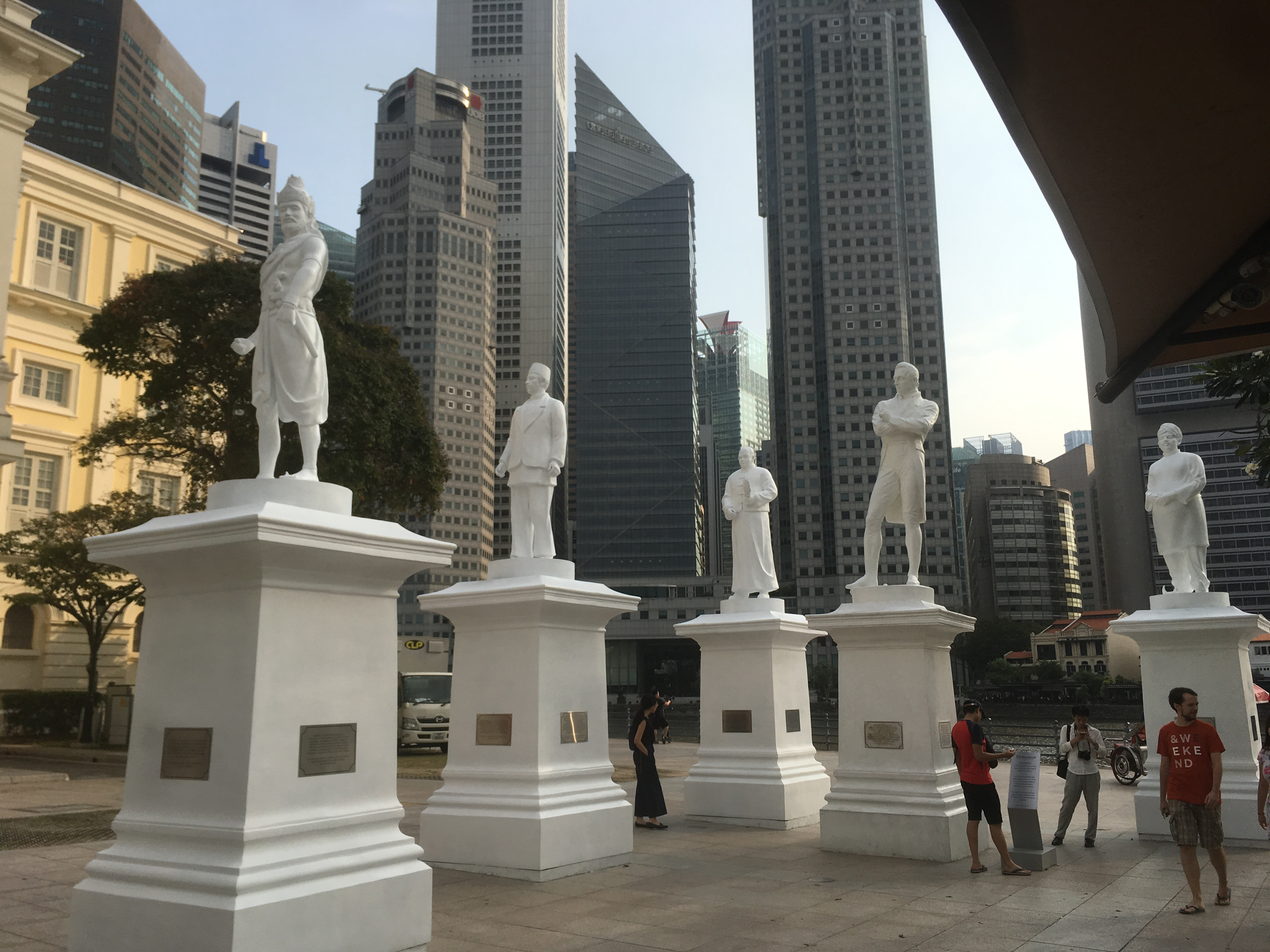
近代シンガポールの成立に貢献した偉人の彫像。左から２番目がムンシ・アブドゥラである。

2019年、近代シンガポール建国200周年を記念して５人の偉人の記念碑が建てられている。その場所はシンガポール川近くの「ラッフルズ・ランディング」（英：Raffles's Landing Site）であるが、５体の偉人像のひとつは他ならぬムンシ・アブドゥラである。
この場所にある名盤には「ここは1819年１月28日にサー・トーマス・スタムフォード・ラッフルズが初めて上陸した場所であり、ラッフルズの発見がもとで、当時無名だった漁村が世界的な港湾施設と近代都市国家に変わった歴史的場所である。」
1819年当時アブドゥラは23歳であった。

## ムンシの名を刻む場所
マレー語の ‘jalan” は英語の street や avenue と同じ意味.
| 名称                   | 州・国名     | 所在地           | 近隣（英表示）          |
| ---------------------- | ------------ | ---------------- | ----------------------- |
| Jalan Munshi Abdullah  | セランゴール | クアラルンプール | Dang Wangi              |
| Jalan Munshi Abdullah  | マラッカ     |                  | part of Federal Route 5 |
| Jalan Munshi Abdullah  | ペナン       | ジョージタウン   | Taman Abidin            |
| Munshi Abdullah Avenue | シンガポール |                  | Teachers Estate         |